# Хематит
Хематит је гвожђе оксид минерал, хемијска формула , најстабилнији је и најраспрострањенији од свих оксида гвожђа.
Име хематит изведено је од грчке ријечи „хаима“ што значи крв, а односи се на црвену боју овог минерала. Хематит је главни члан хематитове групе минерала коју чине четири минерала идентичне кристалне структуре с општом хемијском формулом Р гдје јеР = Al3+(корунд), В3+(карелианит), Cr3+(есколаит) или Fe3+.

## Кристална структура
Структура хематита темељи се на хексагонској густој структури кисеоникових анјона (О2-) с двије трећине октаедарских шупљина попуњених катјонима гвожђа (Fe3+). Хематит кристалиује у хексагонском кристалном систему, просторна група Р3ч с параметрима јединичне ћелије а = 5.03 Å, ч = 13.74 Å.

## Физичка својства
Боја му зависи о кристалности, а креће се од црвене за фини прах до сиве и црне за узорке већих кристала. Тврдоћа Хематита је од 5 до 5,5 на Мохсовој скали, а специфична тежина варира од 4,9 до 5,3, зависно о узорку.
Хематит је слабо феромагнетичнан материјал на собној температури. Испод температуре Мориновог пријелаза од 260 К магнетско уређење је антиферимагнетско, а изнад Цуриеве температуре од 956 К постаје парамагнетско. Тали се при температури од 1565 °.